# Lekhcheb
Lekhcheb est un village et une commune rurale du centre-sud de la Mauritanie, situé dans la région du Tagant.

## Population
Lors du Recensement général de la population et de l'habitat (RGPH) de 2000, Lekhcheb comptait 1 469 habitants.